# John Drew Jr.
John Drew Jr. (Philadelphia, Pennsylvania, 13 de novembre, 1853 - San Francisco (California), 9 de juliol, 1927), conegut comunament com a John Drew durant la seva vida, va ser un actor teatral nord-americà conegut pels seus papers en la comèdia shakespeariana, el drama social i les comèdies lleugeres.

## Biografia
Era el fill gran de John Drew Sr., que havia abandonat una carrera florida en la caça de balenes per actuar, i Louisa Lane Drew, i el germà de Louisa Drew, Georgiana Drew i Sidney Drew. Com a tal, també era l'oncle de John, Ethel i Lionel Barrymore, i també rebesoncle de Drew Barrymore. Se'l considerava el principal ídol matinal de la seva època, però a diferència de la majoria dels ídols matiners, la capacitat d'actuació de Drew era en gran manera indiscutible.
Drew es va educar en una bona acadèmia a Filadèlfia, però la vida del teatre es convertiria en el seu objectiu principal a una edat jove. El seu primer paper com a nen va ser "Plumper" a Cool as a Cucumber al "Arch Street Theatre" de la família.
Drew va tenir una llarga relació amb Charles Frohman i l'actriu Maude Adams. En aquests anys sota Frohman, l'estrellat de John Drew es va establir. La seva primera obra amb Frohman va ser The Masked Ball, una comèdia adaptada d'una obra francesa. Aquest espectacle va ser principalment un vehicle per establir l'estrellat de Drew sota Frohman, i va tenir èxit en això.
Drew es va relacionar originalment amb la companyia d'Augustin Daly a la dècada de 1880, un home conegut per gestionar i entrenar amb una eficiència sombría. Sota la direcció de Daly, John Drew va desenvolupar la seva reputació de versatilitat, apareixent en moltes varietats de jocs, però especialment en obres contemporànies que poques vegades es representen o es recorden avui dia. La seva protagonista freqüent amb Daly era Ada Rehan. Les seves memòries, titulades My Years on the Stage, es van publicar l'any 1922. La seva darrera obra de Broadway va ser The Circle, protagonitzada per la seva companya veterana estrella Leslie Carter i va resultar ser un retorn popular per als dos actors victorians. The Circle es va convertir en una pel·lícula muda el 1925 per MGM dirigida per Frank Borzage.
Molt estimat pels seus companys actors, John Drew va ser elegit president vitalició del club teatral "The Players" de la ciutat de Nova York. L'apel·latiu "Jr.", que el distingeix del seu pare actor difunt, sol abandonar-se. Va morir a San Francisco el 1927, poc després de rebre la visita dels seus nebots John i Lionel Barrymore, tots dos s'havien pres temps de fer pel·lícules a la costa oest. Després de la cremació, les seves restes van ser portades a Filadèlfia i enterrades al cementiri de Mount Vernon juntament amb la seva dona.
Drew i la seva dona Josephine (nascuda Baker) van tenir una filla, Louise Drew (1882–1954). Louise es va casar amb l'actor de Broadway Jack Devereaux i van tenir un fill, John Drew Devereaux.